# Парк санаторію «Ай-Даніль»
Парк санаторію «Ай-Даніль» — парк-пам'ятка садово-паркового мистецтва місцевого значення, розташований у селищі Данилівка Ялтинської міськради. Створений відповідно до Постанови ВР АРК № 286-2/98 від 19 листопада 1998 року.

## Опис
Землекористувачем є санаторій «Ай-Даніль», площа — 19,4 га. Парк розташований біля підніжжя гірської гряди на березі Чорного моря між смт Гурзуф та Нікітським ботанічним садом у селищі Данилівка Ялтинської міськради.
Парк створений із метою повноцінного лікувально-оздоровчого відпочинку на тлі естетично унікальних ландшафтно-дендрологічних композицій та підтримання загального екологічного балансу в регіоні.